# Greased
Greased è un EP del gruppo ska punk statunitense Less Than Jake contenente le canzoni del musical Grease, incluse Summer Nights, You're The One That I Want e Greased Lightning. L'album è stato pubblicato due volte: la prima pubblicazione è stata interrotta a causa della causa legale con la Paramount Pictures (proprietaria dei diritti d'autore sul film) e con la Universal Music Group (detentrice del copyright sulle canzoni del musical), mentre la seconda è iniziata qualche mese dopo, grazie all'accordo con le due major. È probabilmente il disco più raro da trovare della band.

## Tracce
1. Summer Nights – 1:54
2. You're The One That I Want – 2:08
3. Look at Me, I'm Sandra Dee – 1:01
4. Greased Lightning – 2:28
5. Hopelessly Devoted To You – 2:11
6. Blue Moon – 1:36
7. Beauty School Dropout – 2:17
8. We Go Together – 1:45